# Christine Arron
Christine Arron (* 13. September 1973 in Les Abymes, Guadeloupe) ist eine ehemalige französische Leichtathletin, die im 100- und 200-Meter-Lauf mehrere Medaillen bei Olympischen Spielen und Weltmeisterschaften gewann. 1998 wurde sie mit Europarekord Europameisterin über 100 Meter und 2003 mit der 4-mal-100-Meter-Staffel Weltmeisterin.

## Leben

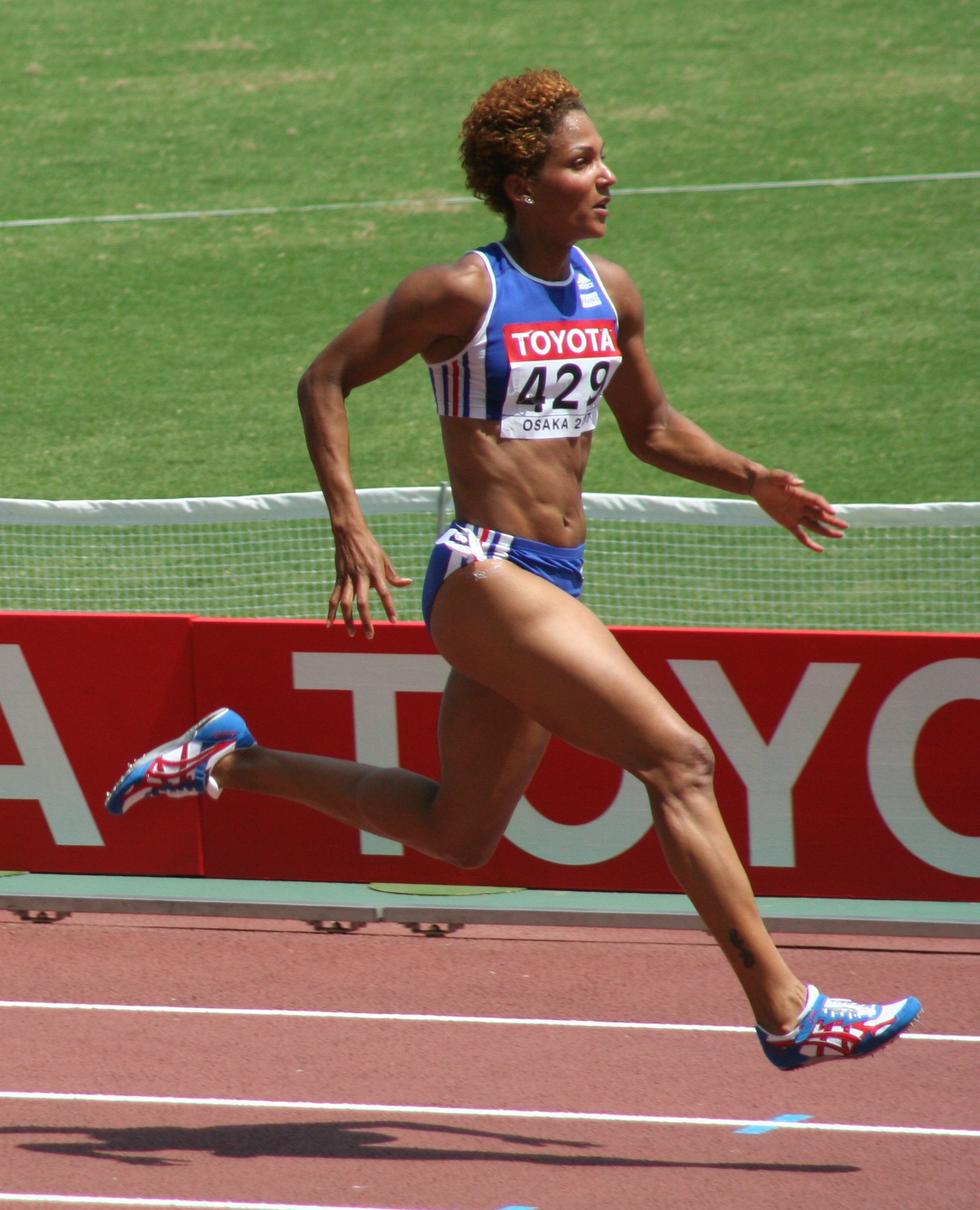
Bei den Weltmeisterschaften 2007

1992 wurde die Sprinterin bei den Juniorenweltmeisterschaften in Seoul entdeckt und nach Frankreich geholt. Dort wurde sie zuerst von Fernand Urtebise und später von Jacques Piasenta trainiert, der Durchbruch gelang ihr jedoch erst 1997. Bei den Weltmeisterschaften in Athen wurde sie Vierte über 100 Meter und mit der französischen 4-mal-100-Meter-Staffel gewann sie Bronze. Bei den Europameisterschaften 1998 in Budapest siegte sie in der Europarekordzeit von 10,73 s über 100 Meter. Außerdem gewann sie Gold mit der Staffel. Daraufhin wurde Arron zu Europas Leichtathletin des Jahres gewählt.
Danach feierte sie vor allem in der Staffel Erfolge. 1999 bei den Weltmeisterschaften in Sevilla gewann sie mit der 4-mal-100-Meter-Staffel die Silbermedaille und bei den Olympischen Spielen in Sydney wurde die Staffel Vierte. Nach einem kurzen Gastspiel 2001 in den Vereinigten Staaten bei Trainer John Smith wurde sie 2002 Mutter eines Sohnes und hatte 2003 ihr Comeback unter ihrem neuen Trainer Guy Ontanon. Bei den Weltmeisterschaften 2003 in Paris wurde sie Staffel-Weltmeisterin, und bei den Olympischen Spielen 2004 in Athen gewann sie die Mannschaftsbronzemedaille in der 4-mal-100-Meter-Staffel zusammen mit ihren Teamkolleginnen Véronique Mang, Muriel Hurtis und Sylviane Félix.
Bei den Weltmeisterschaften 2005 in Helsinki galt sie als Favoritin im Endlauf, da sie bis zum Finale in den Qualifikationsrunden jeweils die schnellste Zeit lief. Allerdings konnte sie sich im Finale nicht mehr entscheidend steigern, erreichte eine Zeit von 10,98 s und musste sich mit der Bronzemedaille begnügen, hinter der Siegerin Lauryn Williams (USA) und der Zweiten Veronica Campbell (JAM). Auch das 200-Meter-Finale brachte ihr nicht die ersehnte Goldmedaille. Sie gewann ihre zweite Bronzemedaille. Weltmeisterin wurde Allyson Felix (USA).
Bei den Weltmeisterschaften 2007 in Osaka wurde Arron Sechste über 100 Meter. 2010 gewann Arron bei den Europameisterschaften mit der französischen Staffel die Silbermedaille, im Einzelrennen kam sie auf Platz acht. Bei den Europameisterschaften 2012 kam sie mit der Staffel noch einmal auf Rang fünf. Am Ende der Saison erklärte sie ihren Rücktritt.
In einem Interview vor den Weltmeisterschaften 2005 mit der Süddeutschen Zeitung bejahte sie die Frage, ob sie die „wahre Weltrekordlerin“ sei. Mit den Worten „Ja, wenn man die Mädchen anschaut, die vor mir sind – ja, das kann man so sagen, offen gestanden“ warf sie den beiden schnellsten Frauen über 100 Meter Florence Griffith-Joyner und Marion Jones indirekt Doping vor. Anfang 2008, nachdem Marion Jones enttarnt worden war, wiederholte sie sinngemäß diese Aussagen in einem Interview mit L’Équipe.
Christine Arron hatte bei einer Größe von 1,77 m ein Wettkampfgewicht von 64 kg. Im März 2008, kurz nach den Unruhen in Tibet, gehörte sie zu den Erstunterzeichnern eines Appells von französischen Sportlern an die chinesische Regierung, die Menschenrechte zu beachten. Seit 2010 ist sie mit dem französischen Dreispringer Benjamin Compaoré liiert. 2013 bekam sie ihr zweites Kind, eine Tochter.

## Persönliche Bestzeiten
- 100 m: 10,73 s, 19. August 1998 in Budapest
  - 60 m (Halle): 7,06 s, 26. Februar 2006 in Aubière
- 200 m: 22,26 s, 3. Juli 1999 in Saint-Denis
  - 200 m (Halle): 22,69 s, 26. Februar 2005 in Liévin